# Dobra (Bad Liebenwerda)
Dobra is een plaats in de Duitse deelstaat Brandenburg en maakt deel uit van de gemeente Bad Liebenwerda in het  Landkreis Elbe-Elster. Dobra telt ongeveer 400 inwoners. Tot 1993 was het een zelfstandige gemeente.
De naam is afgeleid van dobry voda, wat in het Pools 'goed water' betekent.